# Adele Juda
Adele Juda (* 9. März 1888 in München; † 31. Oktober 1949 in Innsbruck) war eine österreichische Psychiaterin und Neurologin.

## Leben
Adele Juda war die Tochter des Prager Graphikers und Druckereidirektors Karl Juda (1858–1935) und dessen Ehefrau Maria, geborene Widmann (1866–1925). Mit ihrer jüngeren Schwester Franziska wuchs sie aufgrund berufsbedingter häufiger Ortswechsel in München, Prag und Innsbruck auf. Sie absolvierte in Prag die Volks- und Mittelschule. Nach dem Ersten Weltkrieg gab sie ihr Berufsziel Konzertpianistin aus psychosomatischen Gründen auf, in diesem Zusammenhang wurde sie von 1917 bis 1919 mehrmals in der Münchner Psychiatrischen Universitäts-Klinik untersucht und eine Erwartungsneurose diagnostiziert. Über die Freundschaft zur Ärztin Edith Senger, erste Ehefrau des Psychiaters Ernst Rüdin, lernte sie den Professor kennen und begann sich für Medizin zu interessieren.
An der Universität München absolvierte sie ab 1922 ein Medizinstudium und wurde dort 1929 mit einer empirischen Studie zur Schizophrenie zum Dr. med. promoviert.
Als Schülerin Rüdins fand sie eine Anstellung an der Genealogisch-demographischen Abteilung bei der Deutschen Forschungsanstalt für Psychiatrie, die ein Institut der Kaiser-Wilhelm-Gesellschaft war. Gemeinsam mit dem Psychiater Hans Luxenburger wechselte sie zu Rüdin nach Basel, wo dieser als Direktor der Heil- und Pflegeanstalt Friedmatt und an der dortigen Psychiatrischen Universitätsklinik tätig wurde. Beide Assistenten kehrten mit Rüdin 1928 wieder nach München zurück, wo dieser wieder die Leitung der Genealogisch-demographischen Abteilung bei der Deutschen Forschungsanstalt für Psychiatrie übernahm.
Sie betrieb dort im Schwerpunkt Erbforschung und auch Zwillingsforschung sowie Erbprognostik bei Schwachsinn Schizophrenie. Angeregt durch Rüdin führte sie von 1928 bis 1944 eine großangelegte Studie zur Höchstbegabung im Zusammenhang psychischer Störungen durch, die sich auf fast „alle bedeutenden Dichter,  Maler, Bildhauer und Forscher des deutschen Sprachrauns der letzten Jahrhunderte erstreckte und ihre gesamten Vorfahren und Nachkommen erfasste“.
Zur Zeit des Nationalsozialismus hatte sie Vortragsverbot. Die NS-Dozentenschaft, obwohl sie selbst dem NS-Dozentenbund angehörte, äußerte Bedenken gegen Juda: „Auftreten einer Vortragenden mit solchem Namen ist unmöglich. Auch die politische Zuverlässigkeit [ist] äusserst fraglich“. Obwohl ihr Nachname auf einen jüdischen Ursprung hindeutet, konnte sie bis ins 16. Jahrhundert katholische Vorfahren nachweisen.
Nach dem Ende des Zweiten Weltkrieges war sie als Assistentin an der Psychiatrisch-Neurologischen Universitätsklinik Innsbruck, wo sie ein Kinderbeobachtungszimmer etablierte. Sie war unter anderem mit Friedrich Stumpfl 1947 Mitbegründerin der „Zentralstelle für Familienbiologie und Sozialpsychiatrie“ in Innsbruck und übernahm dort die ärztliche Leitung. Sie engagierte sich in der Jugendfürsorge und praktizierte in Innsbruck als Nervenärztin. Posthum wurde 1953 ihre Studie zur Höchstbegabung herausgegeben.

## Schriften (Auswahl)
- Zum Problem der empirischen Erbprognosebestimmung. Über die Erkrankungsaussichten der Enkel Schizophrener. In: Zeitschrift für die gesamte Neurologie und Psychiatrie. Band 113, 1928 (zugleich Dissertation, Universität München, 1929).
- Höchstbegabung. Ihre Erbverhältnisse sowie ihre Beziehungen zu psychischen Anomalien. Herausgegeben von Bruno Schulz. Urban & Schwarzenberg, Berlin/München 1953.